# ミュールハウゼン・イム・テーレ
ミュールハウゼン・イム・テーレ (ドイツ語: Mühlhausen im Täle) は、ドイツ連邦共和国バーデン＝ヴュルテンベルク州シュトゥットガルト行政管区のゲッピンゲン郡に属す町村（以下、本項では便宜上「町」と記述する）である。

## 地理

### 位置
この町の首邑であるミュールハウゼン地区は、フィルスタールのシュヴェービシェ・アルプ、左岸支流のホルバッハ（またはホールバッハ）が合流するやや手前に位置している。この町は、郡庁所在地ゲッピンゲンの南約 14 km、ガイスリンゲン・アン・デア・シュタイゲから西南西に同じ程度の距離にある。大都市ウルムの北西約 32 km、州都シュトゥットガルトの東南東約 42 km にあたる（いずれも直線距離）。
町域は、集落の中心がある谷底の低地を含むが、大部分は3方向の谷に連なる斜面とその上の高台である。最低地点は海抜約 531 m で、フィルス川が町域から離れる地点、最高地点は町の西端の高知にある丘陵で海抜 820.6 m である。住民の多くが住む町名と同じ地区は海抜 544 m 付近の谷底にある。

### 隣接する市町村
ミュールハウゼン・イム・テーレの町域は、北北西はグリュービンゲン、南東はディッツェンバッハ、南は短い区間だがドラッケンシュタイン、西南西はヴィーゼンシュタイクと境を接する。これらは4市町村はいずれもゲッピンゲン郡に属している。

### 自治体の構成
自治体ミュールハウゼン・イム・テーレには、首邑のミュールハウゼン・イム・テーレ、エーゼルヘーフェ地区、一戸集落のトッツブルク、廃集落のテューフェンタールが含まれる。

### 土地利用
| 用途                 | 面積 (ha) | 占有率 (%) |
| -------------------- | --------- | ---------- |
| 住宅地               | 22        | 3.5        |
| 商工業地             | 12        | 1.9        |
| レクリエーション用地 | 3         | 0.5        |
| その他市街地         | 14        | 2.2        |
| 交通用地             | 44        | 6.9        |
| 農業用地             | 234       | 37.1       |
| 森林                 | 288       | 45.5       |
| 水域                 | 3         | 0.5        |
| その他               | 13        | 2.1        |
| 合計                 | 633       | 100        |

2022年現在の州統計局のデータに基づく。

## 歴史

### 中世
この町の町域からはメロヴィング朝時代の列状墓地が発見されている。812年には既に、ミュールハウゼンがロルシュ文書に記録されているとする説がある。この記述はかつては現在のゲッピンゲン郡にある別の集落であるとされていた。861年にはヴィーゼンシュタイク修道院の設立時財目にこの集落が記述されている。ミュールハウゼンは12世紀以降ヘルフェンシュタイン伯の所領で、ヴィーゼンシュタイク領の一部であった。ヘルフェンシュタイン伯は、シュタウフェン時代にはシュヴァーベン公領で最も強い権力を持ち、尊敬された貴族家であった。シュタウフェン時代にはすでにこの村に水車があったことが証明されている。この水車は後に「エクセンまたはヘクセンミューレ」と呼ばれた。

### 近世
近世においてもミュールハウゼンはヴィーゼンシュタイク家の所有であったが、1627年にヘルフェンシュタイン伯家が断絶すると、2/3はバイエルン選帝侯領、1/3はフュルステンベルク侯領となった。1752年にバイエルン選帝侯はヴィーゼンシュタイク領全域を領するようになった。

### 19世紀から20世紀
ミュールハウゼンは1806年に、他のフィルスタール上流域全域とともに、陪臣化によってヴュルテンベルク王国領となった。当初はオーバーアムト・ヴィーゼンシュタイクに編入されたが、早くも3年後にはオーバーアムト・ガイスリンゲンに移された。ナチ時代のヴュルテンベルクの郡域再編でミュールハウゼンは1938年にゲッピンゲン郡に属すこととなった。第二次世界大戦後この町はアメリカ占領地区の一部となり、新たに設けられたヴュルテンベルク＝バーデン州に編入された。この州は1952年に現在のバーデン＝ヴュルテンベルク州に再編された。1957年に連邦アウトバーン8号線のミュールハウゼンとヴィーゼンシュタイクとの間のアルプアウフシュティークが完成した。ミュールハウゼンは、州政府の要請により1959年11月24日に町名をミュールハウゼン・イム・テーレに改名した。

## 住民

### 宗教
ミュールハウゼンは伝統的にカトリックが優勢な町である。1715年にバロック様式で建設された教区教会聖マルガレータ教会はロッテンブルク＝シュトゥットガルト司教区ゲッピンゲン＝ガイスリンゲン首席司祭区のオーベレス・フィルスタール司牧会に属している。

### 人口推移
出典: 1970年以降のデータは、バーデン＝ヴュルテンベルク州統計局のデータによる。
| 時点           | 人口（人） |
| -------------- | ---------- |
| 1837年         | 0474       |
| 1907年         | 365        |
| 1939年05月17日 | 562        |
| 1950年09月13日 | 682        |
| 1970年05月27日 | 849        |
| 1983年12月31日 | 937        |
| 1987年05月25日 | 936        |
| 1991年12月31日 | 1048       |
| 1995年12月31日 | 1073       |
| 2005年12月31日 | 1022       |
| 2010年12月31日 | 978        |
| 2015年12月31日 | 1019       |
| 2020年12月31日 | 1118       |

## 行政

### 連合体
ミュールハウゼン・イム・テーレは、ヴィーゼンシュタイク、ドラッケンシュタイン、グリュービンゲン、ホーエンシュタットとともに、1972年からオーベレス・フィルスタール自治体行政連合を形成している。
この他にミュールハウゼンは、以下の連合体にも属している。
- オーベレス・フィルスタール学校連合
- オーベレス・フィルスタール排水連合
- 自治体間共同作業目的連合（ミュールハウゼンとグリュービンゲン）

### 議会
ミュールハウゼン・イム・テーレの町議会は、8議席からなる。議会はこれらの選出された名誉職の議員と、議長を務める町長で構成されている。町長は町議会において投票権を有している。

### 首長
元町長ゲプハルト・トリシュラーは、2010年5月半ばに隣のヴィーゼンシュタイクの市長となった。後任にはベルント・シェーファーが選出され、2010年6月に就任した。

### 紋章
図柄: 赤地。銀の枝にカッコウ。
町の色は白-赤である。昔の町の公印には、おそらくフレッケン（地域的に重要な町）を意味する留め金が描かれていた。町は1930年に現在の紋章を採択した。赤-白はレヒベルク家の色であり、カッコウはミュールハウゼン住民に対して周辺住民が呼ぶニックネームであった。カッコウは「美しく、賢い鳥」であることから町の紋章に採用された。紋章と旗は1959年2月19日に内務省の公式の認可を得た。

## 経済と社会資本

### 交通
ミュールハウゼンは、連邦アウトバーン8号線によって全国的な道路網と結ばれている。この他のミュールハウゼンを通る道路には、連邦道466号線、州道1200号線、1217号線がある。
住民からテーレス鉄道と呼ばれ、ミュールハウゼン＝グリュービンゲン駅があった鉄道ガイスリンゲン (シュタイゲ) - ヴィーゼンシュタイク線は、1903年から1968年まで営業していた。王立ヴュルテンベルク邦有鉄道は Typ IIa の統一駅舎をここに建設した。現在はバス路線がミュールハウゼンとゲッピンゲン、ガイスリンゲン、ヴィーゼンシュタイクなどを結んでいる。かつての鉄道路線跡を利用したフィルスタール自転車道がミュールハウゼンを通っている。
ヴェンドリンゲン - ウルム高速線が町の西部を走っている。

### 企業
ミュールハウゼンは主に中小企業の町であり、その多くが手工業を営んでいる。1970年から2003年までミュールハウゼンの町の外れに900人の従業員を擁するコダックの工場があった。この工場は、最終的にはハイデルベルガー・ドルックマシーネン AG の所有となった。この工場は、ミュールハウゼンの東端に接し、大部分はグリュービンゲンの町域に含まれており、ミュールハウゼンに属すのはわずかな部分だけである。2024年現在、この建物の中には自動車産業分野の多くの企業が入居している。アウトバーン沿いの交通の便が良い立地のためミュールハウゼンには多くの食品産業の会社が存在する。

## 文化と見所
ミュールハウゼン町内を、多くの見所を結ぶシュヴェービシェ・アルプ街道が通っている。

### 洞窟
この町域には、地質学上重要な洞窟が3つある。トッツブルガー洞窟とトッツブルガー坑道には入ることができる。トッツブルガー洞窟には自由に入ることができるが、坑道の方は十分な登山やクライミングの技術と装備が必要である。トッツブルク小集落の近くに位置するトゥフシュタイン洞窟には入ることができない。

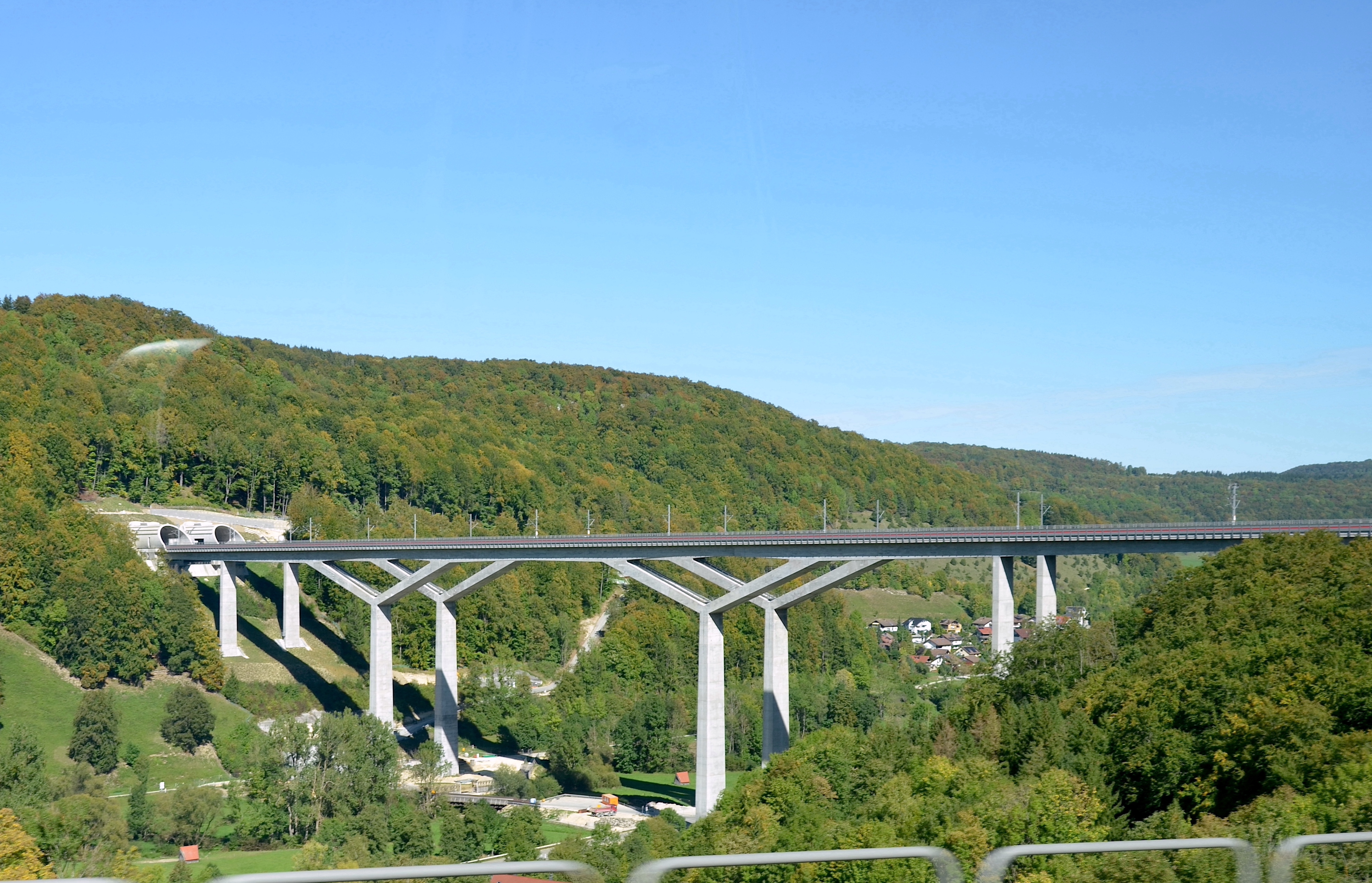
フィルスタール橋

### 建物
- 中世のミュールハウゼン城跡は教会の近くにある。（新建設のため半分が解体された）
- フィルスタール橋。ドイツで3番目に高い鉄道橋である。2つの長いトンネルの間を結んでいる。

### スポーツ
TSV オーベーレ・フィルス e.V. は、1972年6月24日に TSVヴィーゼンシュタイクと TSVミュールハウゼンの2つのクラブが統合されて発足し、ミュールハウゼンとヴィーゼンシュタイクの住民がともに多くのスポーツ・アクティビティーを楽しんでいる。また、このクラブにはアマチュア劇団もあり、年に1度ミュールハウゼンとヴィーゼンシュタイクの城館とで公演を行って観客を楽しませている。スポーツグラウンドはミュールハウゼンにもヴィーゼンシュタイクにもある。2つのスポーツグラウンドにはクラブハウスが用意されている。しかしミュールハウゼンのスポーツグラウンドはトレーニングとイベントのためだけに用いられている。新しいクラブハウスがある試合用の近代的なスポーツグラウンドはヴィーゼンシュタイクの方である。

## 関連図書
- Christoph Friedrich von Stälin, ed (1842). “Mühlhausen”. Beschreibung des Oberamts Geislingen. Die Württembergischen Oberamtsbeschreibungen 1824–1886. Band 17. Stuttgart / Tübingen: Cotta’sche Verlagsbuchhandlung. pp. 217–220
- Werner Mutschler (2012). Mühlhausen im Täle – in alten und neuen Bildern. Mühlhausen im Täle